# Felipe de Echazú
José Felipe de Echazú (Tarija, Virreinato del Río de la Plata, 7 de mayo de 1790 - Tarija, Bolivia, 11 de agosto de 1875) fue un abogado y político tarijeño. Participó en la resolución de la cuestión de Tarija y logró un decreto en el que pudo crear la provincia de Tarija pero, tras un golpe de Estado bajo órdenes de Antonio José de Sucre, la ciudad y su zona de influencia terminaron por incorporarse a la actual Bolivia, separándose de las Provincias Unidas del Río de la Plata.

## Biografía
Era hijo del doctor Mariano Antonio de Echazú, uno de los organizadores de la Independencia en su ciudad natal. Estudió en Chuquisaca, donde pretendía consagrarse sacerdote, pero finalmente se decidió por el estudio del derecho, y se recibió de abogado en 1813.
Apoyó las actividades de su padre y, como él, se radicó en Salta. Allí apoyó los gobiernos de Gorriti y Arenales. Ayudó a Arenales a formar el ejército con el que intentó la campaña al Alto Perú de 1825, que no tuvo resultado por la disolución del régimen realista después de batalla de Ayacucho. Apoyó las gestiones de Arenales para reincorporar a Tarija a la provincia de Salta, a la que pertenecía de derecho desde 1807, y éste lo nombró teniente de gobernador de la Provincia de Tarija. Fue desplazado de su cargo por orden de Antonio José de Sucre, que pretendía incorporar Tarija al Alto Perú de forma definitiva.
Fue elegido diputado por Tarija al Congreso de Buenos Aires en enero de 1826, por lo que no tuvo papel alguno en el fracaso de las gestiones para evitar la incorporación de Tarija a Bolivia. Participó en las discusiones sobre la constitución unitaria de ese año, y sobre la Guerra del Brasil. En noviembre logró que el congreso sancionase la declaración de Tarija como provincia argentina, separada de Salta. La negativa salteña a aceptar esta decisión contribuyó a la pérdida de esa región para las Provincias Unidas del Río de la Plata.
En abril de 1827, fracasada definitivamente la gestión por Tarija, viajó a su ciudad con licencia del Congreso, pero con la intención de no volver a incorporarse al mismo. Durante muchos años fue juez y fiscal en Bolivia, y llegó a ser presidente del Supremo Tribunal de Justicia de ese país hasta la fecha de su muerte.
Falleció en Tarija en agosto de 1875.